# Plukenetia volubilis

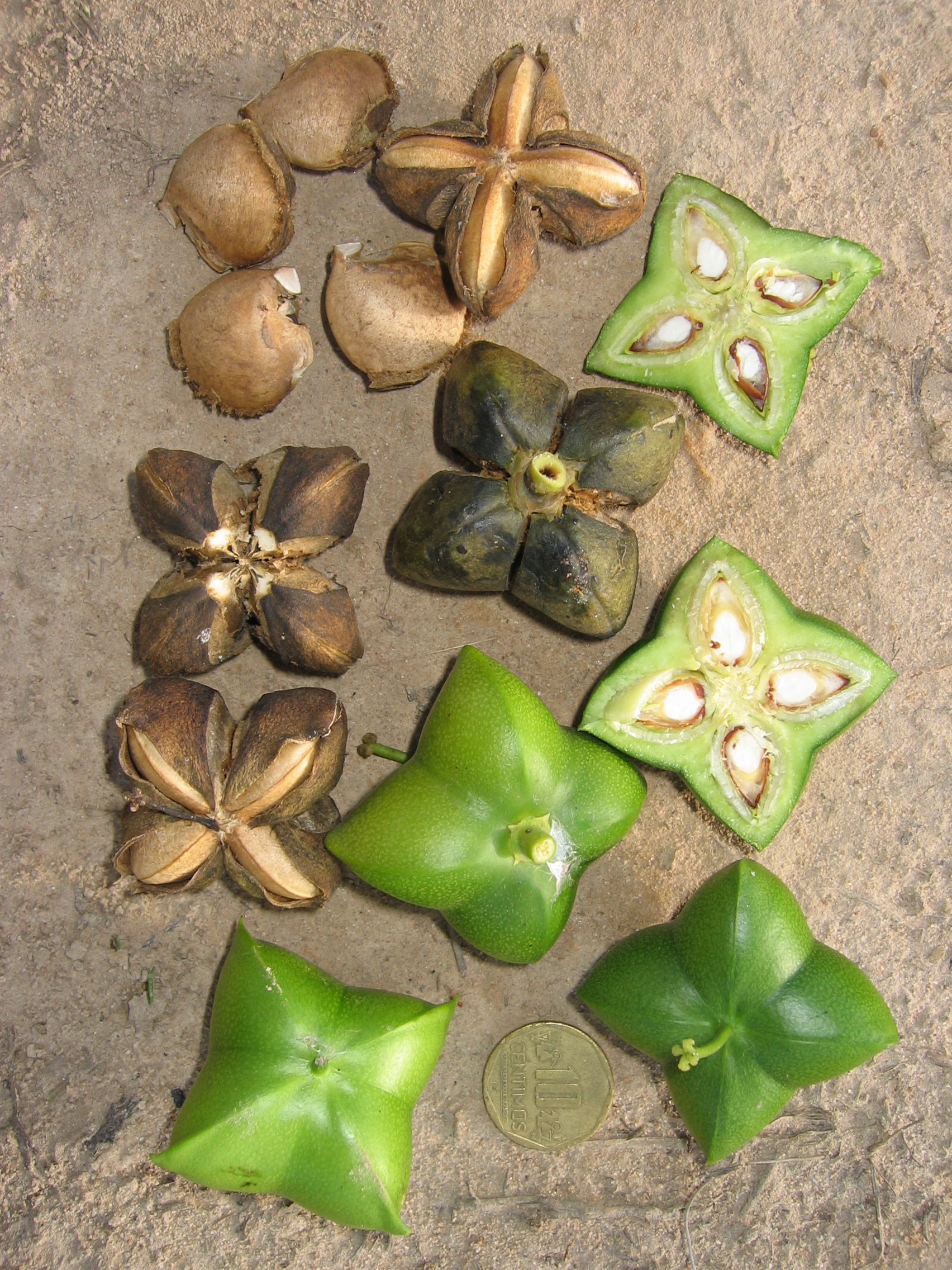
Plukenetia volubilis Früchte und Samen

Plukenetia volubilis, auch bekannt als Sacha Inchi oder Inka-Nuss, ist eine kletternde Pflanze aus der Familie der Wolfsmilchgewächse aus der Unterfamilie der Acalyphoideae, im Tribus der Plukenetieae im Subtribus  der Plukenetiinae. Sie stammt aus dem tropischen, nördlichen Südamerika und wird als Ölpflanze genutzt.
Sehr ähnlich ist Plukenetia conophora aus Westafrika, sie besitzt aber rundliche Samen.

## Beschreibung
Plukenetia volubilis wird bis etwa 2,5 Meter oder mehr lang oder hoch, sie ist halbkrautig und rankend. Die wechselständigen und gestielten, unterseits helleren, leicht ledrigen Laubblätter sind bis etwa 10–13 Zentimeter lang und eiförmig, sie sind am Rand mehr oder weniger gezähnt oder gesägt und die Spitze ist rundspitzig oder bespitzt bis zugespitzt oder geschwänzt. Der kahle Blattstiel ist bis 6 Zentimeter lang. Die Blattbasis ist stumpf bis gestutzt und meist mehr oder weniger herzförmig. Die Nervatur ist dreizählig und die Spreite ist unterseits auf den Adern etwas behaart. Die Blattstiele besitzen bei der Blattbasis ein, zwei rundliche Drüsen. Es sind früh abfallende, kleine Nebenblätter vorhanden oder sie fehlen ganz.
Plukenetia volubilis ist meistens einhäusig monözisch, die männlichen und weiblichen Blüten stehen in achselständigen, kurz gestielten und thyrsigen Blütenständen. Die zwittrigen, gemischten Blütenstände besitzen jeweils nur sehr wenige (1–2) weibliche Blüten an der Basis des Blütenstands. Die kleinen, kurz gestielten, meist vierzähligen und eingeschlechtlichen, grünlichen Blüten haben eine einfache Blütenhülle, die Kronblätter fehlen. Die weiblichen Kelchblätter sind sehr klein, die männlichen sind bis 4 Millimeter lang. Die männlichen Blüten besitzen viele (20–30) und sehr kurze Staubblätter, die weiblichen Blüten besitzen einen oberständigen und mehrteiligen-, lappigen, kleinen Fruchtknoten mit einem langen, dicken und zylindrischen, kahlen Griffel mit vier- bis sechsteiliger Narbe.
Es werden meistens vier- bis sechsteilige, sternförmige und kurz flügelige, rippige, etwa 4–6,5 Zentimeter große, leicht warzige, ledrige und praktisch glatte, zur Reife bräunliche Kapselfrüchte mit beständigem Griffel gebildet, welche sich an der Spitze öffnen. Die braunen und rundlichen bis eiförmigen, meist abgeflachten, dünnschaligen und harten, leicht geaderten Samen (Nüsse) in den getrennten Fächern sind bis etwa 1,5–2 Zentimeter groß und median oft kurz geflügelt.

## Systematik
Bei seiner Kurzbeschreibung und der Wahl des Artnamens bezog sich Carl von Linné 1753 in Species Plantarum 1192. ausdrücklich auf die ausführliche Erstbeschreibung der Pflanze als Sajor volubilis von Georg Eberhard Rumpf und dessen Abbildung aus dem Jahre 1741. Den Gattungsnamen hatte Charles Plumier schon 1703 zu Ehren des Botanikers Leonard Plukenet geprägt. Synonyme sind Fragariopsis paxii Pittier, Plukenetia macrostyla Ule, Plukenetia peruviana Müll.Arg., Sajorium volubile (L.) Baill.

## Verwendung
Die Samen und die Blätter sind essbar. Aus den Samen wird ein Öl gewonnen, welches in der Kosmetik und als Speiseöl verwendet wird. Ähnlich verwendet wird Plukenetia conophora. Ein besonderer Aspekt ist der hohe Gehalt an Omega-3-Fettsäuren.